# Gerrit Jan Zwier
Gerrit Jan Zwier (Leeuwarden, 26 januari 1947) is een Nederlandse schrijver.
Gerrit Jan Zwier studeerde biologie, antropologie en geografie in Groningen. Als schrijver en reisjournalist is hij gespecialiseerd in noordelijke gebieden. Zijn reiservaringen in Lapland, IJsland, het noordelijk deel van Canada en Groenland verwerkte hij zowel in romans 'Allemaal projectie', 'De inquisiteur', 'De dwaze eilanden' als in boeken waarin zijn reisverslagen centraal staan, waaronder 'Er gaat niets boven Zweden' (2015), 'Altijd Noorwegen' (2016), 'Op de Schotse toer' (2018) en 'Te hooi en te gras' (2020) over Engeland.
Verder publiceert Gerrit Jan Zwier reisverhalen, columns en kritieken in verschillende kranten en bladen, o.a. de Volkskrant, NRC Handelsblad, Leeuwarder Courant, Traveler, Grasduinen en Plus Magazine.